# Chittagong Abahani Limited
Chittagong Abahani Limited (bengalisch চট্টগ্রাম আবাহনী লিমিটেড) ist ein professioneller Fußballverein aus Chittagong, Bangladesch. Aktuell spielt der Verein in der höchsten Liga des Landes, der Bangladesh Premier League.

## Stadion

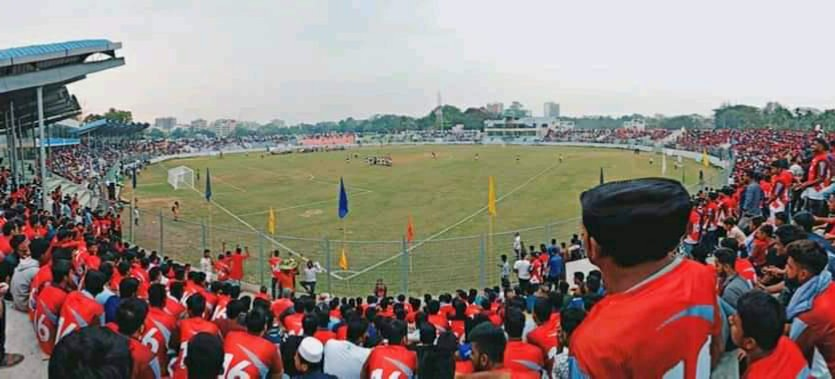
Shaheed Dhirendranath Datta Stadium

Der Verein trägt seine Heimspiele im Shaheed Dhirendranath Datta Stadium (bengalisch শহীদ ধীরেন্দ্রনাথ দত্ত স্টেডিয়াম), auch bekannt als Comilla Stadium, in Kumilla aus. Das Stadion hat ein Fassungsvermögen von 18.000 Personen.

## Erfolge
- Bangladesh Championship League: 2013
- Independence Cup: 2016
- Sheikh Kamal International Club Cup: 2015

## Trainerchronik
Stand: August 2022
| Trainer               | Nation      | von              | bis                |
| --------------------- | ----------- | ---------------- | ------------------ |
| Asaduzzamin Jhontu    | Bangladesch | 1. Juli 2015     | 30. Juni 2016      |
| Jozef Pavlik          | Slowakei    | 30. März 2016    | 21. September 2016 |
| Nazrul Islam Ledu     | Bangladesch | 1. Juli 2016     | 30. Juni 2017      |
| Saiful Bari Titu      | Bangladesch | 9. Januar 2017   | 31. Dezember 2017  |
| Zulfiker Mahmud Mintu | Bangladesch | 7. Januar 2018   | 30. Juni 2019      |
| Maruful Haque         | Bangladesch | 1. November 2019 | 14. Oktober 2022   |
| Saiful Bari Titu      | Bangladesch | 1. November 2022 | 16. Februar 2023   |
| Mahbubul Haque Jewel  | Bangladesch | 17. Februar 2023 | heute              |